# سودويوريدين
السودويوريدين (بالإنجليزية: Pseudouridine )‏ ويختصر بالرمز الإغريقي بسي Ψ  هو مماكب نوكليوسيد اليوريدين تكون فيه قاعدة اليوراسيل  مرتبطة بالريبوز عن طريق رابطة كربون-كربون بدل الرابطة الغليكوسيدية نيتروجين-كربون (يسمى أحيانا اليوراسيل في هذا التركيب سودويوراسيل) وهو أكثر النوكليوسيدات المعدلة انتشارا من بين المئات الموجودة في الحمض النووي الريبوزي. يوجد Ψ في جميع الأجناس وفي العديد من أنواع الرنا 
 ويتم إنتاجه بواسطة إنزيم يسمى Ψ سينثاز الذي يماكب نوكليوسيدات يوريدين محددة أثناء تعديلات ما بعد النسخ في عملية تسمى السودويوريدينلة (pseudouridylation). تم حتى الآن تحديد حوالي 9500 تعديل سودويوريدين (Ψ) لدى الثديات والخميرة وتم وضعها في قاعدة بيانات RMBase.

يتم اصطناع السودويوريدين حيويا بواسطة Ψ سينثاز.

يتواجد عادة في الرنا الناقل مرتبطا مع الثيميدين والسايتوسين في الذراه TΨC وهو أحد مناطق الرنا الناقل غير المتغيرة، وظيفته غير واضحة تماما لكن يُتوقع لعبه دورا مع أمينوسيكل ترانسفيراز أثناء تفاعلهما مع الرنا الناقل ومنه ابتداء الترجمة، تقترح دراسات حديثة أنه يمنح حماية ضد الإشعاعات.

الرنا الناقل للألانين لدى السكيراء الجعوية.
Ψ = سودويوريدين